# Westley Richards
A Westley Richards é uma fabricante de espingardas e rifles esportivos britânica e também um armeiro bem estabelecido. A empresa foi fundada em 1812 por William Westley Richards, que foi o responsável pela inovação inicial de muitos rifles usados nas guerras do Exército Britânico durante o século XIX. Permaneceu nas mãos da família Richards até que foi comprada por Clode em 1957. Atualmente a empresa tem dois diretores listados, Alexander Clode e o Sheike Sultão Bin Jassim Al Thani do Qatar. A empresa recebeu vários "Royal Warrants" desde 1840.
Proprietários de armas Westley Richards famosos incluem: Ernest Hemingway, Marajá de Alwar e o ator Stewart Granger. Hoje, a Westley Richards é um dos mais antigos fabricantes de armas e rifles tradicionais da Inglaterra. Em 2009, a empresa diversificou-se para uma série de outros mercados, incluindo roupas country.

## Histórico
A Westley Richards foi fundada em Birmingham em 1812 por William Westley Richards aos 22 anos de idade. Sua origem familiar foi em joias finas, cutelaria e comércio de armas. No início da história da empresa, Richards cunhou o lema "ser o fabricante da melhor arma possível", que ainda é usado até hoje.
William Westley Richards foi um dos primeiros inovadores em armas, criando uma série de patentes relacionadas a armas. As duas mais significativas foram a patente relativa ao uso de uma nova espoleta à prova d'água para a ignição de pistolas de percussão e também a primeira mira flip-up, que passou a ser usada pelo Exército britânico. A Richards abriu uma loja de armas em Londres em 1815 na New Bond Street. A loja pertencia e era administrada por William Bishop, que era conhecido como o "Bispo de Bond Street". Foi afirmado em um livro publicado por G. T. Teasdale-Buckell em 1900, que Bishop havia servido como tenente.
Em 1865, o controle da empresa de armeiros foi herdado por Westley Richards, que era o filho mais velho do fundador. Richards seguiu a mesma linha de seu pai, inovando várias armas e registrando patentes. Em 1862, ele foi o responsável pela inovação do sistema de fixação usado em alguns rifles. Suas inovações com rifles continuaram na década seguinte, criando o rifle por ação de bloco cadente em 1868 e um estojo de cartucho metálico sólido.

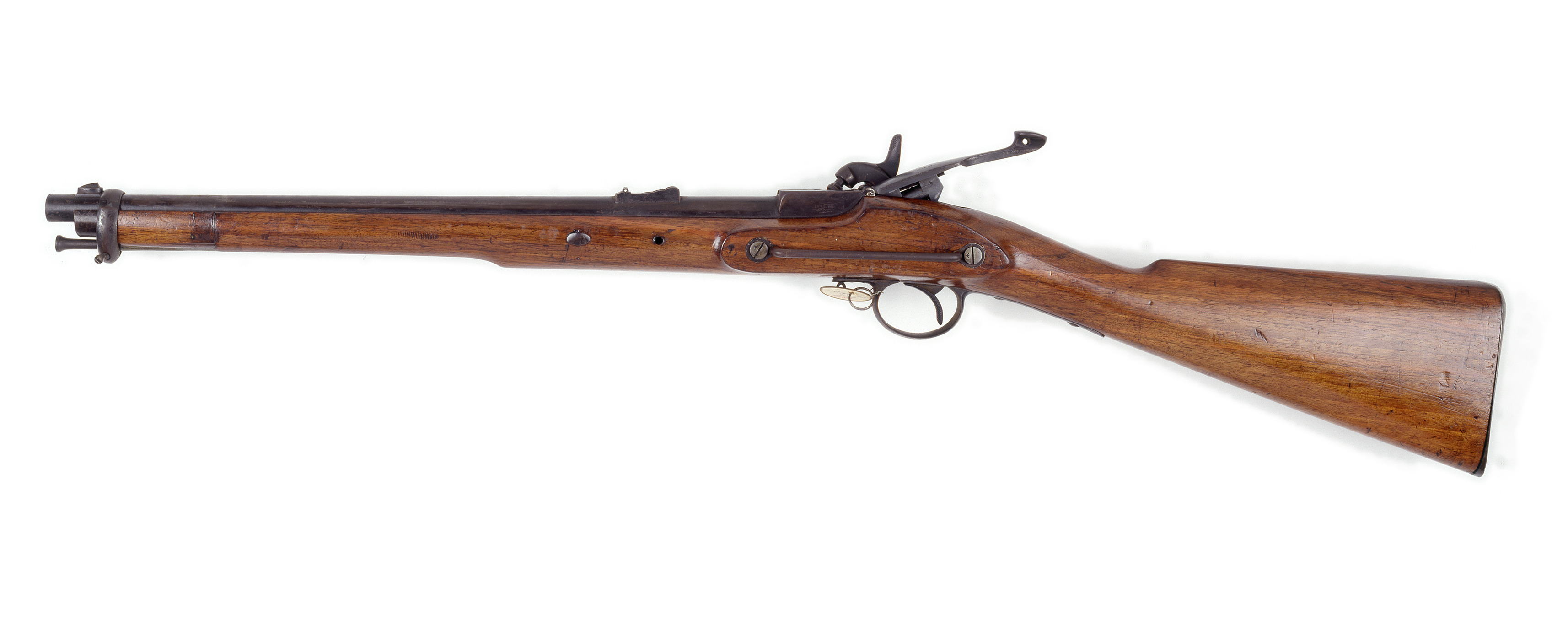
A "Westley Richards' Cavalry carbine", 1865.

John Deeley assumiu a parte comercial da empresa, com o objetivo de expandir os negócios a partir de 1871. Essas expansões concentraram-se principalmente na África do Sul e na Índia, ambas pertencentes ao Império Britânico. Antes da Segunda Guerra dos Bôeres, o rifle mais comum das duas repúblicas bôeres era o rifle .450 Westley Richards por ação simples de bloco cadente, de retrocarga, com precisão de até 600 jardas. Foi semelhante ao Martini–Henry Mark II usado pelas tropas britânicas. Um livro sobre a Primeira Guerra dos Bôeres, (J. Lehmann's The First Boer War, 1972), ofereceu este comentário: "Empregando principalmente o muito fino Westley Richards de carregamento por culatra - calibre 45; cartucho de papel; tampa de percussão substituída no mamilo manualmente - eles tornaram extremamente perigoso para os britânicos se exporem no horizonte".
Nas décadas seguintes, essas expansões provaram ser vitais para o sucesso global da empresa. Deeley não focou apenas nos aspectos do negócio, mas também trabalhou em inovações. Sua maior conquista é provavelmente a invenção da ação de caixa Anson & Deeley, que foi revolucionária na fabricação de armas em todo o mundo. O mecanismo de engatilhamento foi estabelecido pela primeira vez nesta espingarda. Hoje, as armas esportivas ainda usam um método semelhante para liberar a báscula do cano.
Após o estabelecimento do novo tipo de mecanismo de espingarda, o sucesso da empresa na fabricação de armas militares e esportivas fez com que se mudassem para uma nova base em 1894. A fábrica de armas em Bournbrook foi então estabelecida e projetada pelo arquiteto Charles Bateman. Antes da virada do século, Leslie B. Taylor assumiu as operações da Westley Richards & Co. ele foi responsável pela melhoria contínua da ação de caixa, Ele também foi responsável pela criação da espingarda "Explora and Faunetta" de cano duplo do tipo "ball and shot".
Durante os próximos 50 anos e duas guerras mundiais, a empresa sobreviveu e utilizou suas habilidades nos esforços de guerra. Após a Segunda Guerra Mundial, houve um declínio na fabricação de armas em geral. Os esforços de guerra nas últimas décadas transformaram a organização em um produtor de armas militares, mas devido ao fim da guerra, a demanda diminuiu drasticamente. Em 1957, Walter Clode comprou a empresa e foi o responsável por virar sua sorte. Ele comprou a empresa por £ 2.000 e depois investiu mais £ 12.000 para recuperá-la. Durante este período, ele mudou seu foco para os Estados Unidos. Ele restaurou muitas armas antigas usadas na Índia, revendendo-as como restaurações antigas em feiras ao redor do mundo, incluindo Las Vegas.
Simon Clode ingressou na empresa em 1987. Ele se tornou fundamental no restabelecimento dos produtos de alta qualidade que antes eram associados à Westley Richards. A manufatura interna era seu foco e se tornou uma meta quando ele se tornou diretor administrativo em 1994. Seu pai permaneceu na empresa em algumas funções até 2008. No mesmo ano, a empresa mudou-se para uma nova sede em Birmingham. O prédio era uma antiga fábrica de esmalte do século XIX.
Pouco depois, a empresa anunciou que estaria expandindo suas operações para o mercado de roupas. A razão por trás da mudança deveu-se ao longo período de fechamento da temporada de tiro e caça no Reino Unido, que tradicionalmente vai de janeiro a agosto. Ao lançar uma marca de roupas, permitiu à empresa capitalizar neste período de vendas mais fracas. O sucesso inicial da linha de roupas fez com que surgissem considerações para reabrir uma loja em Londres.
Em 2012, a empresa comemorou seu bicentenário, publicando o livro "In Pursuit of the Best Gun", escrito por Jeremy Musson.